# アリーナ・サバレンカ
アリーナ・サバレンカ（Aryna Sabalenka, ベラルーシ語: Арына Сяргееўна Сабаленка, 1998年5月5日 - ）は、ベラルーシ・ミンスク出身の女子プロテニス選手。これまでにWTAツアーでシングルス20勝、ダブルス6勝を挙げている。WTAランキング自己最高位はシングルス1位、ダブルス1位。右利き、バックハンド・ストロークは両手打ち。
グランドスラムシングルス3勝。また、エリーズ・メルテンスとのペアで、グランドスラムダブルス2勝。

## 来歴
父親とのドライブの途中で偶然テニスコートで遊んだことをきっかけに、6歳からテニスを始める。2012年よりITFツアーに参戦し、2015年にプロに転向。
2016年からフェドカップベラルーシ代表に選ばれている。フェドカップ2017では1回戦でオランダ、準決勝でスイスを破り決勝に進出した。決勝ではアメリカに2勝3敗で敗れたが、ベラルーシの準優勝に貢献した。
4大大会では2017年ウィンブルドン選手権で予選を勝ち上がり初出場。1回戦でイリーナ・フロマチェワを 6-3, 6-4 で破り、2回戦でカリナ・ビットヘフトに 6-7(5), 6-3, 3-6 で敗れた。また、この年の天津オープンで自身初の準優勝までこぎつけ、トップ100入り。
2018年は、4月のレディース・オープン・ルガーノで準優勝し、トップ50入り。8月のコネティカット・オープンでは、決勝でカルラ・スアレス・ナバロを 6–1, 6–4 で破りWTAツアー初優勝を果たした。2018年全米オープンでは3回戦で第5シードのペトラ・クビトバを 7–5, 6–1 で破り自己最高の4回戦に進出した。4回戦で優勝した大坂なおみに惜敗。9月の武漢オープン決勝でアネット・コンタベイトを 6–3, 6–3 で破りツアー2勝目を挙げた。2018年10月8日付のランキングで11位を記録し、WTAエリート・トロフィーにも出場。この年の躍進により、2018年のWTA新人賞を受賞した。
2019年は年始の深圳オープンで3勝目をあげた。天候の影響で、準決勝と決勝がダブルヘッダーになるタイトな日程をこなして見せた。2019年全豪オープンに第11シードで出場し自己最高の3回戦に進出。これにより大会終了後のランキングで10位を記録し、初めてのトップ10入りを果たした。武漢オープンでは2連覇を達成。WTAエリート・トロフィーで初優勝。
ダブルスではエリーズ・メルテンスと組み、BNPパリバ・オープンとマイアミ・オープンで連続優勝する"サンシャイン・ダブル"を女子史上5組目の達成。GSにおいても、全仏ベスト4、全英ベスト8の後、全米オープンでもビクトリア・アザレンカ/アシュリー・バーティ組を7–5, 7–5で破り初のグランドスラムタイトルを獲得した。これにより、ダブルスランキングで2位に上がった。
2020年、全豪オープンは初戦敗退に終わったが、2月下旬のカタール・トータル・オープンではペトラ・クビトバを破り優勝。3月より新型コロナウイルス感染症流行の影響でツアーが中断。8月に再開後、グランドスラムではあまり振るわなかったが、10月の単複優勝を果たしたオストラヴァ・オープンと11月のオーストリア・レディース・リンツにて2大会連続優勝し、トップ10でシーズンを終えた。
2021年は、幸先よく年始のアブダビ女子オープンで優勝。全豪オープンでは、シングルで自己最高の4回戦に進み、ダブルスではバルボラ・クレイチコバ/カテリナ・シニアコバに勝利して同大会初制覇を成し遂げた。この活躍で、ダブルスランキング1位を達成した。しかし、今後はシングルスに注力するため、ダブルスの出場を減らすと発表した。
3月のマイアミオープンで8強入りしたがアシュリー・バーティに敗れ、翌月のポルシェ・テニス・グランプリでも決勝進出したが、またもバーティの後塵を拝した。それでも、続くムチュア・マドリード・オープンでは決勝で雪辱を果たし、WTA1000(マンダトリー)初優勝を果たした。これにより世界ランキングが4位になり、初のトップ5入り。ウィンブルドン選手権と全米オープンでベスト4入り。8月には世界ランキングが2位を記録した。WTAファイナルズに初出場。
2022年はサーブの不調もあり優勝なく、イガ・シフィオンテクに4連敗を喫するということもあったシーズンだったが、WTAファイナルズでは世界1位のシフィオンテク、2位のオンス・ジャバー、3位のジェシカ・ペグラを破り決勝に進出。キャロリン・ガルシアに敗れ準優勝だった。
2023年年始のアデレード国際1で優勝。続く全豪オープンでも勢いは止まらず、元パートナーのメルテンスを含めて全ストレート勝ちで決勝進出。決勝では、前年全英覇者のエレーナ・リバキナ相手にウィナー51本、エース17本を記録して4–6, 6–3, 6–4で勝利し、グランドスラムシングルス初優勝を果たした。ベラルーシ人選手のGSタイトル獲得は、史上3人目のことである（もっとも、ウクライナ侵攻の影響で中立として出場しているため、トロフィーに国籍は刻印されなかった）。
その後も、BNPパリバ・オープンで準優勝、マイアミ・オープンでベスト8、ポルシェ・テニス・グランプリで準優勝、マドリード・オープンで優勝と結果を残した。5-6月に開催された全仏オープンでは、シングルス2回戦後の記者会見時にウクライナ侵攻に関する質問を執拗に受けたことに不安を覚えたとして3、4回戦後の記者会見は回避し、準々決勝勝利後に会見を再開。準決勝でカロリーナ・ムチョバに惜敗した。ウィンブルドンもベスト4に入った。全米オープンではセットを落とすことなく準決勝に進み、この年のグランドスラム全てで4強入りした。マディソン・キーズを破り決勝までいったが、決勝ではココ・ガウフに敗れた。それでも大会終了後にはシングルスランキング1位を達成。ベラルーシ人選手として、ビクトリア・アザレンカに次ぐ2人目の快挙だった。
2024年全豪オープンでは、すべてストレート勝ちで大会連覇を飾った。マドリード・オープンとBNLイタリア国際では2週連続でイガ・シフィオンテクに敗れ準優勝。全仏オープンはベスト8。6月には肩を痛め、ウィンブルドン選手権は欠場。それでも8月のシンシナティ・オープンでは準決勝でシフィアンテク、決勝でジェシカ・ペグラに勝利し優勝した。全米オープンでは決勝で再びペグラを倒して（7-5, 7-5）、大会初優勝をあげた。その後、5年ぶりに開かれた武漢オープンで優勝。10月には世界1位に返り咲き、自身初の年間女王になり、WTA年間最優秀選手に輝いた。
2025年は年始のブリスベン国際で優勝して幸先の良いスタートを切り、全豪オープンでは決勝まで上がったが、マディソン・キーズに敗れ3連覇を逃した。BNPパリバ・オープンで準優勝ののち、マイアミ・オープンでは決勝でペグラを破り大会初優勝。マドリード・オープンはガウフに勝利して大会3勝目を挙げた。全仏オープンでは準決勝で大会3連覇中のシフィオンテクに勝利する強さを見せるも、初の決勝ではガウフに逆転負けを喫した。ウィンブルドン選手権はベスト4。

## プレースタイル
強力なサーブとストロークを武器にするアグレッシブベースライナー。特に自信のあるサーブは194 km/hに到達し、サービスエースを量産する。2019年はエース数でWTA3位につけた。しかし、安定性を課題としており、ダブルフォルトも多い。ストロークにおいても同様で、ウィナーとアンフォーストエラーが多い。それでも2018年にチェンジオブペースを学び始めたことで改善されつつある。
ダブルスでエリーズ・メルテンスと組みグランドスラムを2回制している。

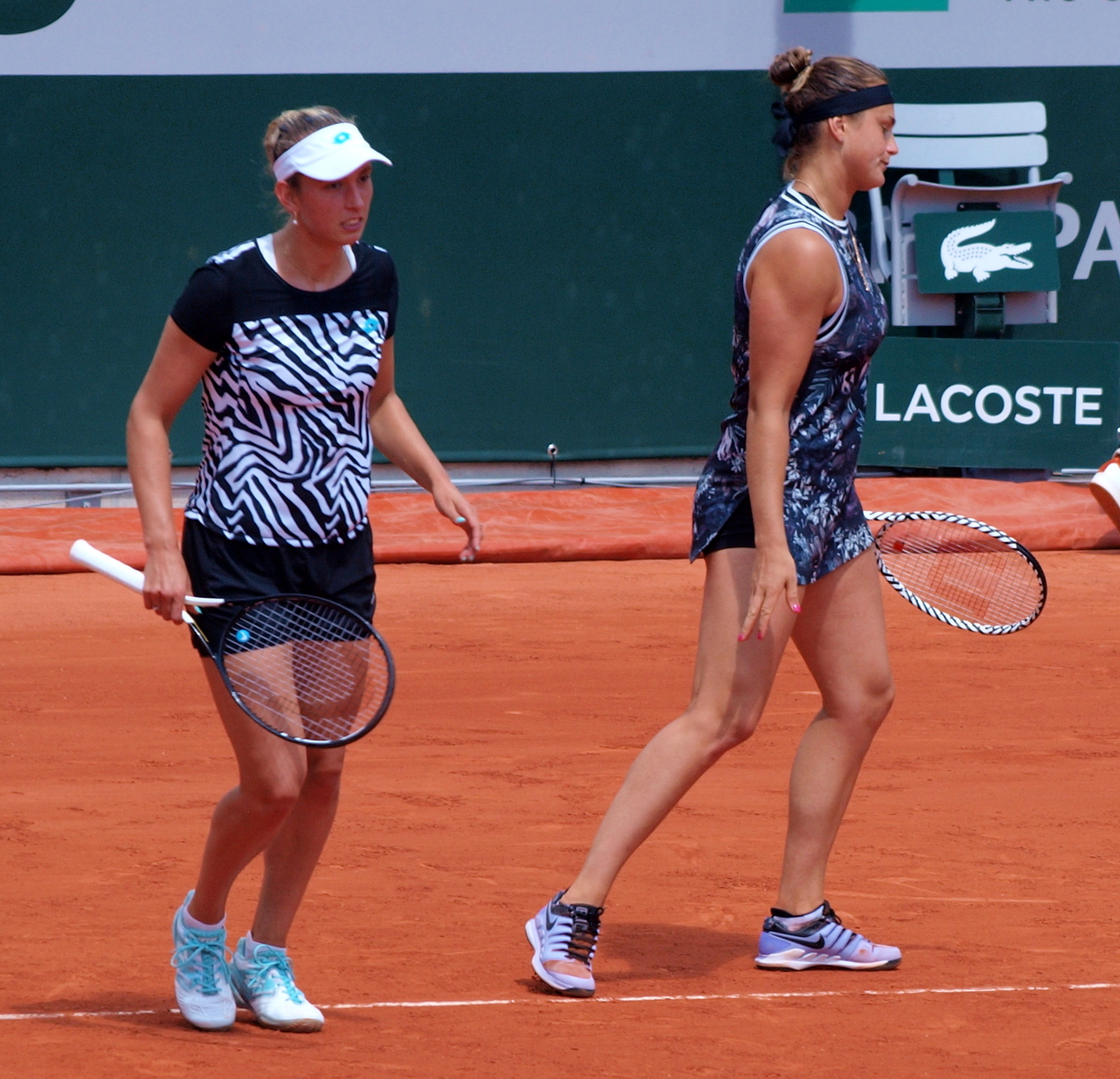
エリーズ・メルテンスとのダブルス

## WTAツアー決勝進出結果

### シングルス: 38回 (20勝18敗)
| 大会グレード                  | 大会グレード  |
| 2020年以前                    | 2021年以後    |
| ----------------------------- | ------------- |
| グランドスラム (3–3)          |               |
| WTAファイナルズ (0–1)         |               |
| プレミア・マンダトリー (0–0)  | WTA1000 (6–4) |
| プレミア5 (3–0)               | WTA1000 (6–4) |
| WTAエリート・トロフィー (1–0) |               |
| プレミア (2–2)                | WTA500 (3–5)  |
| インターナショナル (2–2)      | WTA250 (0–1)  |

| 結果   | No. | 決勝日         | 大会                 | サーフェス    | 対戦相手                       | スコア             |
| ------ | --- | -------------- | -------------------- | ------------- | ------------------------------ | ------------------ |
| 準優勝 | 1.  | 2017年10月15日 | 天津                 | ハード        | マリア・シャラポワ             | 5-7, 6-7(8-10)     |
| 準優勝 | 2.  | 2018年4月15日  | ルガーノ             | クレー        | エリーズ・メルテンス           | 5-7, 2-6           |
| 準優勝 | 3.  | 2018年6月30日  | イーストボーン       | 芝            | キャロライン・ウォズニアッキ   | 5-7, 6-7(5-7)      |
| 優勝   | 1.  | 2018年8月25日  | ニューヘイブン       | ハード        | カルラ・スアレス・ナバロ       | 6-1, 6-4           |
| 優勝   | 2.  | 2018年9月29日  | 武漢                 | ハード        | アネット・コンタベイト         | 6-3, 6-3           |
| 優勝   | 3.  | 2019年1月5日   | 深圳                 | ハード        | アリソン・リスク               | 4-6, 7-6(7-2), 6-3 |
| 準優勝 | 4.  | 2019年8月4日   | サンノゼ             | ハード        | 鄭賽賽                         | 3-6, 6-7(3-7)      |
| 優勝   | 4.  | 2019年9月28日  | 武漢                 | ハード        | アリソン・リスク               | 6-3, 3-6, 6-1      |
| 優勝   | 5.  | 2019年10月27日 | 珠海                 | ハード (室内) | キキ・ベルテンス               | 6-4, 6-2           |
| 優勝   | 6.  | 2020年2月28日  | ドーハ               | ハード        | ペトラ・クビトバ               | 6-3, 6-3           |
| 優勝   | 7.  | 2020年10月25日 | オストラヴァ         | ハード (室内) | ビクトリア・アザレンカ         | 6-2, 6-2           |
| 優勝   | 8.  | 2020年11月15日 | リンツ               | ハード (室内) | エリーズ・メルテンス           | 7-5, 6-2           |
| 優勝   | 9.  | 2021年1月13日  | アブダビ             | ハード        | ベロニカ・クデルメトバ         | 6-2, 6-2           |
| 準優勝 | 5.  | 2021年4月25日  | シュトゥットガルト   | クレー (室内) | アシュリー・バーティ           | 6-3, 0-6, 3-6      |
| 優勝   | 10. | 2021年5月9日   | マドリード           | クレー        | アシュリー・バーティ           | 6-0, 3-6, 6-4      |
| 準優勝 | 6.  | 2022年4月24日  | シュトゥットガルト   | クレー (室内) | イガ・シフィオンテク           | 2-6, 2-6           |
| 準優勝 | 7.  | 2022年6月12日  | スヘルトーヘンボス   | 芝            | エカテリーナ・アレクサンドロワ | 5-7, 0-6           |
| 準優勝 | 8.  | 2022年11月7日  | フォートワース       | ハード (室内) | キャロリン・ガルシア           | 6-7(4-7), 4-6      |
| 優勝   | 11. | 2023年1月8日   | アデレード           | ハード        | リンダ・ノスコワ               | 6-3, 7-6(7-4)      |
| 優勝   | 12. | 2023年1月29日  | 全豪オープン         | ハード        | エレーナ・リバキナ             | 4-6, 6-3, 6-4      |
| 準優勝 | 9.  | 2023年3月19日  | インディアンウェルズ | ハード        | エレーナ・リバキナ             | 6-7(11-13), 4-6    |
| 準優勝 | 10. | 2023年4月23日  | シュトゥットガルト   | クレー (室内) | イガ・シフィオンテク           | 3-6, 4-6           |
| 優勝   | 13. | 2023年5月7日   | マドリード           | クレー        | イガ・シフィオンテク           | 6-3, 3-6, 6-3      |
| 準優勝 | 11. | 2023年9月9日   | 全米オープン         | ハード        | コリ・ガウフ                   | 6-2, 3-6, 2-6      |
| 準優勝 | 12. | 2024年1月7日   | ブリスベン           | ハード        | エレーナ・リバキナ             | 0-6, 3-6           |
| 優勝   | 14. | 2024年1月27日  | 全豪オープン         | ハード        | 鄭欽文                         | 6-3, 6-2           |
| 準優勝 | 13. | 2024年5月4日   | マドリード           | クレー        | イガ・シフィオンテク           | 5-7, 6-4, 6-7(7-9) |
| 準優勝 | 14. | 2024年5月18日  | ローマ               | クレー        | イガ・シフィオンテク           | 2-6, 3-6           |
| 優勝   | 15. | 2024年8月19日  | シンシナティ         | ハード        | ジェシカ・ペグラ               | 6-3, 7-5           |
| 優勝   | 16. | 2024年9月7日   | 全米オープン         | ハード        | ジェシカ・ペグラ               | 7-5, 7-5           |
| 優勝   | 17. | 2024年10月13日 | 武漢                 | ハード        | 鄭欽文                         | 6-3, 5-7, 6-3      |
| 優勝   | 18. | 2025年1月5日   | ブリスベン           | ハード        | ポリーナ・クデルメトバ         | 4-6, 6-3, 6-2      |
| 準優勝 | 15. | 2025年1月25日  | 全豪オープン         | ハード        | マディソン・キーズ             | 3-6, 6-2, 5-7      |
| 準優勝 | 16. | 2025年3月17日  | インディアンウェルズ | ハード        | ミラ・アンドレーワ             | 6-2, 4-6, 3-6      |
| 優勝   | 19. | 2025年3月30日  | マイアミ             | ハード        | ジェシカ・ペグラ               | 7-5, 6-2           |
| 準優勝 | 17. | 2025年4月21日  | シュトゥットガルト   | クレー (室内) | エレナ・オスタペンコ           | 4-6, 1-6           |
| 優勝   | 20. | 2025年5月4日   | マドリード           | クレー        | コリ・ガウフ                   | 6-3, 7-6(7-3)      |
| 準優勝 | 18. | 2025年6月7日   | 全仏オープン         | クレー        | コリ・ガウフ                   | 7-6(7-5), 2-6, 4-6 |

### ダブルス: 8回 (6勝2敗)
| 結果   | No. | 決勝日         | 大会                 | サーフェス    | パートナー             | 対戦相手                                          | スコア           |
| ------ | --- | -------------- | -------------------- | ------------- | ---------------------- | ------------------------------------------------- | ---------------- |
| 準優勝 | 1.  | 2018年4月15日  | ルガーノ             | クレー        | ベラ・ラプコ           | キルステン・フリプケンス エリーズ・メルテンス     | 1-6, 3-6         |
| 優勝   | 1.  | 2019年3月16日  | インディアンウェルズ | ハード        | エリーズ・メルテンス   | バルボラ・クレイチコバ カテリナ・シニャコバ       | 6-3, 6-2         |
| 優勝   | 2.  | 2019年3月31日  | マイアミ             | ハード        | エリーズ・メルテンス   | サマンサ・ストーサー 張帥                         | 7-6(7-5), 6-2    |
| 優勝   | 3.  | 2019年9月8日   | 全米オープン         | ハード        | エリーズ・メルテンス   | ビクトリア・アザレンカ アシュリー・バーティ       | 7-5, 7-5         |
| 準優勝 | 2.  | 2019年9月28日  | 武漢                 | ハード        | エリーズ・メルテンス   | 段莹莹 ベロニカ・クデルメトバ                     | 6-7(3-7), 2-6    |
| 優勝   | 4.  | 2020年10月24日 | オストラヴァ         | ハード (室内) | エリーズ・メルテンス   | ガブリエラ・ダブロウスキー ルイーザ・ステファニー | 6-1, 6-3         |
| 優勝   | 5.  | 2021年2月19日  | 全豪オープン         | ハード        | エリーズ・メルテンス   | バルボラ・クレイチコバ カテリナ・シニャコバ       | 6-2, 6-3         |
| 優勝   | 6.  | 2021年6月20日  | ベルリン             | 芝            | ビクトリア・アザレンカ | ニコール・メリチャー デミ・スゥース               | 4-6, 7-5, [10-4] |

## 4大大会シングルス成績
略語の説明
| W | F | SF | QF | #R | RR | Q# | LQ | A | Z# | PO | G | S | B | NMS | P | NH |

W=優勝, F=準優勝, SF=ベスト4, QF=ベスト8, #R=#回戦敗退, RR=ラウンドロビン敗退, Q#=予選#回戦敗退, LQ=予選敗退, A=大会不参加, Z#=デビスカップ/BJKカップ地域ゾーン, PO=デビスカップ/BJKカッププレーオフ, G=オリンピック金メダル, S=オリンピック銀メダル, B=オリンピック銅メダル, NMS=マスターズシリーズから降格, P=開催延期, NH=開催なし.
| 大会           | 2016 | 2017 | 2018 | 2019 | 2020 | 2021 | 2022 | 2023 | 2024 | 2025 | 通算成績 |
| -------------- | ---- | ---- | ---- | ---- | ---- | ---- | ---- | ---- | ---- | ---- | -------- |
| 全豪オープン   | A    | LQ   | 1R   | 3R   | 1R   | 4R   | 4R   | W    | W    | F    | 28–6     |
| 全仏オープン   | A    | LQ   | 1R   | 2R   | 3R   | 3R   | 3R   | SF   | QF   | F    | 22–8     |
| ウィンブルドン | A    | 2R   | 1R   | 1R   | NH   | SF   | A    | SF   | A    | SF   | 16–6     |
| 全米オープン   | LQ   | LQ   | 4R   | 2R   | 2R   | SF   | SF   | F    | W    |      | 28–6     |